# Liste der Torschützenkönige der Qatar Stars League
Die Liste der Torschützenkönige der Qatar Stars League gibt einen Überblick über die erfolgreichsten Torschützen in der höchsten katarischen Fußballliga.
| Saison    | Spieler                 | Verein              | Tore                |
| --------- | ----------------------- | ------------------- | ------------------- |
| 1972/73   | Awodh Hassan            | Al-Esteqlal         | 10                  |
| 1973/74   | unbekannt               |                     |                     |
| 1974/75   | keine Meisterschaft     | keine Meisterschaft | keine Meisterschaft |
| 1975/76   | Jamal Al-Khatib         | Al-Esteqlal         | 08                  |
| 1976/77   | unbekannt               |                     |                     |
| 1977/78   | unbekannt               |                     |                     |
| 1978/79   | Hassan Mattar           | Al-Sadd SC          | 11                  |
| 1979/80   | Hamdan Hamed            | Al-Ahli SC          | 0?                  |
| 1979/80   | Badir Bilal             | Al-Sadd SC          | 0?                  |
| 1979/80   | Sharif Abdul-Hamed      | Al-Esteqlal         | 0?                  |
| 1980/81   | Hassan Mattar           | Al-Sadd SC          | 09                  |
| 1981/82   | Mansour Muftah          | Al-Rayyan SC        | 19                  |
| 1982/83   | Mansour Muftah          | Al-Rayyan SC        | 10                  |
| 1983/84   | Mansour Muftah          | Al-Rayyan SC        | 07                  |
| 1984/85   | Ahmed Yaqoub            | Al-Arabi SC         | 07                  |
| 1985/86   | Mansour Muftah          | Al-Rayyan SC        | 22                  |
| 1986/87   | Hassan Sabela           | Al-Arabi SC         | 09                  |
| 1987/88   | Hassan Jowhar           | Al-Sadd SC          | 11                  |
| 1988/89   | Farshad Pious           | Al-Ahli SC          | 09                  |
| 1989/90   | Marquinho Carioca       | Al-Arabi SC         | 10                  |
| 1990/91   | Mahmoud Soufi           | Al-Ittihad          | 10                  |
| 1990/91   | Adel Khamis             | Al-Ittihad          | 10                  |
| 1990/91   | Hassan Sabela           | Al-Ahli SC          | 10                  |
| 1991/92   | Mubarak Mustafa         | Al-Arabi SC         | 08                  |
| 1991/92   | Rabah Madjer            | Qatar SC            | 08                  |
| 1992/93   | Mubarak Mustafa         | Al-Arabi SC         | 09                  |
| 1993/94   | Ahmed Radhi             | Al-Wakrah SC        | 12                  |
| 1994/95   | Mohammed Salem Al-Enazi | Al-Rayyan SC        | 09                  |
| 1995/96   | Richard Owebukeri       | Al-Arabi SC         | 16                  |
| 1996/97   | Mubarak Mustafa         | Al-Arabi SC         | 11                  |
| 1996/97   | Albouri La              | Al-Ahli SC          | 11                  |
| 1997/98   | Hussein Amouta          | Al-Sadd SC          | 10                  |
| 1997/98   | Albouri La              | Al-Ahli SC          | 10                  |
| 1997/98   | Cláudio                 | Al-Sadd SC          | 10                  |
| 1998/99   | Akwá                    | Al-Wakrah SC        | 11                  |
| 1999/2000 | Mohammed Salem Al-Enazi | Al-Rayyan SC        | 14                  |
| 2000/01   | Mamoun Diop             | Al-Wakrah SC        | 14                  |
| 2001/02   | Rachid Amrane           | Al-Ittihad          | 16                  |
| 2002/03   | Rachid Rokki            | Al-Khor SC          | 15                  |
| 2003/04   | Gabriel Batistuta       | Al-Arabi SC         | 25                  |
| 2004/05   | Sonny Anderson          | Al-Rayyan SC        | 24                  |
| 2005/06   | Carlos Tenorio          | Al-Sadd SC          | 21                  |
| 2006/07   | Yunis Mahmud            | Al-Gharafa SC       | 19                  |
| 2007/08   | Araújo                  | Al-Gharafa SC       | 27                  |
| 2008/09   | Magno Alves             | Umm-Salal SC        | 25                  |
| 2009/10   | Caboré                  | Al-Arabi SC         | 21                  |
| 2010/11   | Yunis Mahmud            | Al-Gharafa SC       | 15                  |
| 2011/12   | Adriano                 | Al-Jaish SC         | 18                  |
| 2012/13   | Sebastián Soria         | Lekhwiya SC         | 19                  |
| 2013/14   | Dioko Kaluyituka        | Al-Ahli SC          | 22                  |
| 2014/15   | Dioko Kaluyituka        | Al-Ahli SC          | 25                  |
| 2015/16   | Rodrigo Tabata          | Al-Rayyan SC        | 21                  |
| 2015/16   | Abderrazak Hamdallah    | Al-Jaish SC         | 21                  |
| 2016/17   | Baghdad Bounedjah       | Al-Sadd SC          | 24                  |
| 2016/17   | Youssef El-Arabi        | Lekhwiya SC         | 24                  |
| 2017/18   | Youssef El-Arabi        | Al-Duhail SC        | 26                  |
| 2018/19   | Baghdad Bounedjah       | Al-Sadd SC          | 39                  |
| 2019/20   | Akram Afif              | Al-Sadd SC          | 15                  |
| 2019/20   | Youssef El-Arabi        | Al-Rayyan SC        | 15                  |
| 2020/21   | Baghdad Bounedjah       | Al-Sadd SC          | 21                  |
| 2021/22   | Michael Olunga          | Al-Duhail SC        | 24                  |
| 2022/23   | Michael Olunga          | Al-Duhail SC        | 22                  |
| 2023/24   | Akram Afif              | Al-Sadd SC          | 26                  |